# Robin Yount
Robin R. Yount, soprannominato "The Kid" e "Rockin' Robin" (Danville, 16 settembre 1955), è un ex giocatore di baseball statunitense che ha giocato nei ruolo di esterno e interbase nella Major League Baseball (MLB). È stato introdotto nella National Baseball Hall of Fame nel 1999.

## Carriera
Young debuttò nella MLB con i Milwaukee Brewers nel 1974 e rimane l'ultimo diciottenne della storia ad avere battuto un fuoricampo. Nel 1980 fu convocato per il primo dei suoi tre All-Star Game. Nel 1982, Yount guidò l'American League con 210 valide. Quell'anno, la sua media bombardieri fu la seconda più alta di sempre per un interbase e i suoi 129 punti stabilirono un nuovo primato per quel ruolo. Quell'anno vinse il suo unico Guanto d'oro e il suo primo premio di MVP dell'American League, ricevendo 27 voti per il primo posto su 28. Fu anche l'anno della prima e unica apparizione dei Brewers alle World Series. Anche se Yount divenne l'unico giocatore della storia a disputare 2 partite con 4 valide nella stessa edizione delle World Series, Milwaukee fu sconfitta dai St. Louis Cardinals in sette gare. Yount batté con .414 nella serie di finale, con un fuoricampo e 6 punti battuti a casa (RBI).
Yount vinse con poco scarto il secondo titolo di MVP nel 1989, diventando il terzo giocatore della storia a vincere tale riconoscimento in due ruoli, dopo Hank Greenberg e Stan Musial (Alex Rodriguez sarebbe diventato il quarto). Yount fu anche il primo giocatore della AL a vincere più di un titolo di MVP degli ultimi 25 anni, dopo Roger Maris (1960 & 1961) e Mickey Mantle (1956, 1957 e 1962) dei New York Yankees. Yount collezionò più valide (1.731) negli anni ottanta di qualsiasi altro giocatore.
Il 9 settembre 1992, Yount arrivò a quota 3.000 valide in carriera, il 17º giocatore della storia e il terzo più giovane. Annunciò il suo ritiro dopo la stagione 1993 e i Brewers ritirarono il suo numero l'anno successivo.
Yount detiene i record in carriera dei Brewers per partite disputate, turni in battuta, punti, valide, doppi, tripli, RBI, basi totali, basi ball e strikeout. Fu anche l'ultimo giocatore in attività ad essere stato compagno di squadra di Hank Aaron (1975–1976). Le sue tre convocazioni per l'All-Star Game sono alla pari con Ferguson Jenkins per il secondo minor numero da parte di un Hall of Famer. Nel 1989 vinse il secondo premio di MVP senza essere convocato per l'All-Star Game.

## Palmarès
- MVP dell'American League: 2

1982, 1989
- MLB All-Star: 3

1980, 1982, 1983
- Guanti d'oro: 1

1982
- Silver Slugger Award: 3

1980, 1982, 1989
- Numero 19 ritirato dai Milwaukee Brewers
- Club delle 3000 valide